# Jiří Kulhánek (politik)
Jiří Kulhánek (* 19. března 1962 Roudnice nad Labem) je český politik a pedagog, od roku 2002 zastupitel a bývalý starosta města Kadaně, od roku 2016 zastupitel a od roku 2020 náměstek hejtmana Ústeckého kraje, člen ODS.

## Život
Vystudoval učitelství v oborech národní škola a výtvarná výchova (získal titul PaedDr.). Pracoval jako pedagog na základní škole a později se stal zaměstnancem školského úřadu. V roce 1993 se stal nejmladším přednostou okresního úřadu v ČR. V letech 1998 až 1999 byl členem dozorčí rady Regionální rozvojové agentury Ústeckého kraje.
Po zvolení zastupitelem a starostou města Kadaně v roce 2002 byl či je členem statutárních orgánů několika městských společností - např. člen dozorčí rady Technických služeb Kadaň (od 2002), člen dozorčí rady Tepelného hospodářství Kadaň (od 2002), člen představenstva Kabelové televize Kadaň (2003 až 2011), člen dozorčí rady Nemocnice Kadaň (od 2003), člen dozorčí rady Severočeské vodárenské společnosti (od 2004) či člen správní rady Destinační agentury Dolní Poohří (od 2011).
Angažuje se jako člen předsednictva Sdružení historických sídel Čech, Moravy a Slezska (od 2011). Žije v Kadani.

## Politické působení
Je členem ODS, ve straně působí jako místopředseda Místního sdružení ODS Kadaň.
Do komunální politiky vstoupil, když byl za ODS zvolen z pozice lídra v komunálních volbách v roce 2002 zastupitelem města Kadaně na Chomutovsku. V témže roce se stal také starostou města. Obě funkce obhájil ve volbách v roce 2006, 2010, 2014 a 2018 (ve všech případech byl lídrem kandidátky). Působí také jako předseda Komise městské památkové rezervace a rozvoje a člen Komise sociální a sociálního začleňování.
Za ODS kandidoval také ve volbách v roce 2004, 2008 a 2012 do Zastupitelstva Ústeckého kraje, ale ani jednou neuspěl. V krajských volbách v roce 2016 byl lídrem kandidátky ODS v Ústeckém kraji a stal se krajským zastupitelem. Ve volbách do Poslanecké sněmovny PČR v roce 2010 kandidoval za ODS v Ústeckém kraji, ale neuspěl.
V krajských volbách v roce 2020 byl lídrem společné kandidátky ODS a KDU-ČSL v Ústeckém kraji, post krajského zastupitele obhájil. Dne 16. listopadu 2020 se navíc stal náměstkem hejtmana Ústeckého kraje pro sociální věci, bezpečnost a sociálně vyloučené lokality. V říjnu 2022 se pak stal 1. náměstkem hejtmana. V krajských volbách v roce 2024 mandát krajského zastupitele obhájil, stejně jako posléze funkci náměstka hejtmana.
Ve volbách do Senátu PČR v roce 2024 kandidoval za ODS v rámci koalice SPOLU (tj. ODS, KDU-ČSL a TOP 09) v obvodu č. 5 – Chomutov. Se ziskem 19,53 % hlasů skončil na 3. místě a senátorem se tak nestal.